# Catalina de Henneberg
Catalina de Henneberg (en alemán: Katharina von Henneberg; h. 1334, Schleusingen - 15 de julio de 1397, Meissen) fue una condesa de Henneberg por nacimiento y desde 1347 por matrimonio margravina de Meissen, landgravine de Turingia. Era la esposa del margrave Federico el Severo de Meissen. A través de ella, la Casa de Wettin heredó las posesiones franconias del padre de ella.

## Biografía
Catalina fue la segunda de cuatro hijas del conde Enrique IV de Henneberg-Schleusingen y su esposa Judit de Brandeburgo-Salzwedel.
Durante la transición de la región de Coburgo de la familia Henneberg a la Casa de Wettin, hubo complicaciones. El testamento de Enrique IV dio parte del "nuevo señorío" del territorio de su esposa como herencia a su esposa y sus hijas y dio el resto del anterior condado de Henneberg a su hermano Juan. Así la propiedad Henneberg fue dividida. Una consecuencia de la sucesión femenina fue que después de la muerte de Enrique IV en 1347, su yerno no podía heredar inmediatamente; se hizo posible sólo después de que Judit de Brandeburgo murió el 1 de febrero de 1353. Sólo ocho días después, el 9 de febrero de 1353, el margrave Federico apareció en la corte del emperador Carlos IV en Praga, para ser enfeudado con el territorio alrededor de Coburgo.
Las complicadas reglas de herencia no encajaban con las expectativas del suegro de Catalina, Federico el Serio. Esto se refleja en un episodio en una crónica que sobrevive, que relata cómo Catalina fue enviada de vuelta a casa cuando su dote no fue entregada. Otra tradición dice que después de que muriera pronto su primer hijo, Catalina sólo lució ropajes negros y renunció a toda joyería hasta que naciera su siguiente hijo. Ambas historias son probablemente leyendas, pero apuntan a dos circunstancias inusuales: la infrecuente sucesión, y el período de 20 años de espera entre su matrimonio y el nacimiento de su heredero. Entre 1370 y 1380, dio a luz a tres hijos supervivientes:
- Federico I de Sajonia (1370-1428),
- Guillermo II de Meissen (1371-1425)
- Jorge (m. 1402)

Cuando su esposo murió en 1381, sus hijos eran aún menores de edad. De acuerdo con el testamento de su difunto esposo, Catalina asumió su tutela y gobernó hasta su muerte tanto en su propio territorio de Coburgo y Weissenfels (que ella había recibido como dote vidual de su esposo) y conjuntamente con sus hijos los territorios a lo largo del Saale medio y entre el Saale y Mulde, que habían recibido en el división de Chemnitz de 1382.
Como landgravina de Turingia y margravina de Meissen selló muchos acuerdos y mantuvo su propio sello con este propósito. Asumió el asiento de viuda en Coburgo, donde también vivía su madre, Judit de Brandeburgo. Estuvo allí a menudo ya en vida de su marido, pues él viajaba con frecuencia.
Catalina es también recordada debido a que encargó el Fürstenspiegel de Heinrich von Vippach Katherina divina.